# Miko czarny
Miko czarny (Callimico goeldii) – gatunek ssaka naczelnego z rodziny pazurkowcowatych (Callitrichidae).

## Taksonomia
Gatunek po raz pierwszy formalnie opisał w 1904 roku brytyjski zoolog Oldfield Thomas, nadając mu nazwę Midas goeldii. Miejsce typowe to rzeka Yaco, Acre Brazylia. Holotyp to dorosły samiec (sygnatura BMNH 1900.2.22.1) ze zbiorów Muzeum Historii Naturalnej w Londynie; okaz zebrany 26 lipca 1897 roku. Jedyny przedstawiciel rodzaju miko (Callimico), który zdefiniował w 1912 roku brazylijski zoolog Alípio de Miranda Ribeiro.
Struktura genetyczna stada założycielskiego osobników żyjących w niewoli wskazuje, że C. goeldii może reprezentować więcej niż jeden ukryty podgatunek lub gatunek.
Autorzy Illustrated Checklist of the Mammals of the World uznają ten takson za gatunek monotypowy.

### Etymologia
- Callimico: gr. καλλος kallos „piękno”, od καλος kalos „piękny”; rodzaj Mico Lesson, 1840[12][1].
- goeldii: Emil August Göldi (1859–1917), szwajcarski zoolog, zamieszkały w Brazylii w latach 1884–1905, dyrektor Museu Paraense de Historia Natural (obecnie Museu Paraense Emílio Goeldi) w Belém[13].

## Zasięg występowania
Miko czarny występuje na obszarze górnego biegu Amazonki w południowej Kolumbii, zachodniej Brazylii, wschodnim Peru i północnej Boliwii, od rzeki Caquetá w Kolumbii, na południe przez peruwiańską Amazonię i skrajnie zachodnią brazylijską Amazonię do departamentu Pando w Boliwii.

## Morfologia
Długość ciała (bez ogona) 19–25 cm, długość ogona 26–35 cm; masa ciała samic około 355 g (n = 5), samców około 366 g (n = 3) (osobniki przetrzymywane w niewoli są cięższe, osiągając masę 450–600 g). Miko czarny ma futro długie, koloru czarnobrunatnego, które tworzy wokół głowy rodzaj grzywy.

## Ekologia

### Pożywienie
Miko czarny żywi się owocami, nasionami, zielonymi częściami roślin, owadami oraz drobnymi kręgowcami. Porusza się bardzo szybko oraz zwinnie w koronach drzew.
Miko czarny żyje w stadach po kilkadziesiąt osobników.

## Status zagrożenia
W Czerwonej księdze gatunków zagrożonych Międzynarodowej Unii Ochrony Przyrody i Jej Zasobów został zaliczony do kategorii VU (ang. vulnerable ‘narażony’).